# Axel Amador
Axel Mauriel Amador Rojas (ur. 6 listopada 2000 w San Isidro) – kostarykański piłkarz występujący na pozycji skrzydłowego, od 2025 roku zawodnik Herediano.